# Вайльгайм (Баден-Вюртемберг)
Вайльгайм (нім. Weilheim) — громада в Німеччині, знаходиться в землі Баден-Вюртемберг. Підпорядковується адміністративному округу Фрайбург. Входить до складу району Вальдсгут.
Площа — 35,64 км2. Населення становить 3117 ос. (станом на 31 грудня 2020).